# Palatalizacja
Palatalizacja (zmiękczenie) – zjawisko wymowy danej głoski z dodatkową artykulacją środkowopodniebienną (obok głównego zbliżenia narządów mowy pojawia się zbliżenie środkowej części języka do podniebienia), np. w języku polskim spółgłoska /p/ wymawiana jest różnie w zależności od otoczenia – w formie psa /p/ jest twarde, niepalatalne, lecz w pies przechodzi w spalatalizowane, miękkie /p’/, pisane jako: pi. Palatalizacja oznaczana jest w IPA znakiem [ʲ] w indeksie górnym, np. [pʲ, tʲ, sʲ]. Dźwięki spalatalizowane oznacza się również znakiem /’/, np. /g’/, /d’/, /f’/ (zwłaszcza w slawistyce).
W wielu językach świata, np. w niemieckim, dochodzi do zależnej od pozycji palatalizacji spółgłosek. Tak powstaje różnica między /k/ w Kuh i w Kiel. Przy wymowie /k/ w Kiel język porusza się w przewidywaniu /i/ w kierunku twardego podniebienia. Jednak w niemieckim z „nieprawidłowego“ użycia każdorazowo różnych dźwięków nie wynika żadna zmiana znaczenia.
Palatalizacją nazywamy też proces fonetyczny, w wyniku którego powstają głoski palatalne. Taki proces zaszedł między innymi w języku prasłowiańskim (stąd historycznie miękkie sz, ż, cz, dż, c, dz, n) i w języku polskim (stąd ś, ź, ć, dź, ń).
Spółgłoska palatalna albo miękka to spółgłoska, przy wymowie której występuje palatalizacja, na przykład /b’/ w biały, /ś/ w ślimak, /s’/ w sinus, /k’/ w kiedy. Palatalne są wszystkie spółgłoski średniojęzykowe. Niekiedy inne spółgłoski z palatalizacją określa się jako zmiękczone lub spalatalizowane. Tego typu spółgłoski są charakterystyczne dla języków słowiańskich i uralskich, występują także w języku irlandzkim.